# Gastão Lamounier
Gastão Marques Lamounier (São Paulo, 22 de abril de 1893 – Rio de Janeiro, 28 de janeiro de 1984) foi um compositor brasileiro de ascendência galo-portuguesa.
Em 1929 ingressou na Rádio Educadora, convidado pelo cantor Albênzio Perrone, onde permaneceu por dez anos, e onde criou o Programa Lamounier, em que atuaram vários músicos de música popular brasileira. É avô materno do compositor e cantor Guilherme Lamounier.

## Obras
- Arrependimento (com Olegário Mariano), valsa, 1933
- E o Destino Desfolhou (com Mário Rossi), valsa, 1937
- Há Um Segredo Em Teus Cabelos (com Osvaldo Santiago), valsa, 1935
- Restos de Ventura (com Mário Rossi), valsa, 1938
- Só Nós Dois (com Anuar Jorge), valsa, 1935
- A Valsa do Meu Amor (com Paulo Gustavo), 1932